# Strada statale 749 Sora-Cassino
La strada statale 749 Sora-Cassino (SS 749), già strada regionale Sora-Cassino dal 2002 al 2019 e nuova strada ANAS 570 Sora-Cassino (NSA 570) nel 2019, è una strada statale italiana il cui percorso si sviluppa nel Lazio. Si tratta di una strada a scorrimento veloce ad una corsia per senso di marcia, parte di un'unica infrastruttura unisce Avezzano a Cassino.

## Percorso
La strada rappresenta il continuamento senza soluzione di continuità della SSV Sora-A1 (sotto la gestione della Provincia di Frosinone) a partire dallo svincolo di Atina Inferiore.
Lungo il suo percorso, che si sviluppa in direzione nord-ovest - sud-est, si incontrano gli svincoli di Atina e Belmonte Castello per terminare infine, sempre senza soluzioni di continuità, su uno tratto della SSV Sora-A1 (sempre sotto la gestione della Provincia di Frosinone) in corrispondenza dello svincolo di Sant'Elia Fiumerapido. Dell'arteria fa parte anche la contigua asta di collegamento alla località Sferracavalli dove si innesta sulla ex strada statale 509 di Forca d'Acero.

## Storia
La strada, costruita come variante al tracciato della strada statale 509 di Forca d'Acero, risultava classificata come tale fino alla sua declassificazione come strada regionale avvenuta nel 2002 e il passaggio di consegne all'Astral. L'arteria è quindi stata oggetto del cosiddetto piano Rientro strade, per cui la competenza è passata all'ANAS il 21 gennaio 2019 la quale la ha provvisoriamente classificata come nuova strada ANAS 570 Sora-Cassino (NSA 570).
La strada ha ottenuto la classificazione attuale nel corso del 2019 con i seguenti capisaldi di itinerario: "Svincolo Atina Inferiore - Svincolo S. Elia Fiumerapido".